# مجین
مجین، روستایی از توابع بخش مرکزی شهرستان قروه در استان کردستان ایران است.

## جمعیت
این روستا در دهستان دلبران قرار دارد و براساس سرشماری مرکز آمار ایران در سال ۱۳۸۵، جمعیت آن ۲۳۶ نفر (۵۳خانوار) بوده‌است.